# كارلتون ويليامسون
كارلتون ويليامسون (بالإنجليزية: Carlton Williamson)‏ هو لاعب كرة قدم أمريكية أمريكي، ولد في 12 يونيو 1958 في أتلانتا في الولايات المتحدة.

## وصلات خارجية
- كارلتون ويليامسون على موقع مرجع كرة القدم المحترفة.كوم (الإنجليزية)